# Фонте Оливо (Анкона)
Фонте Оливо је насеље у Италији у округу Анкона, региону Марке.
Према процени из 2011. у насељу је живело 137 становника. Насеље се налази на надморској висини од 54 м.